# Ischnocodia
Ischnocodia is een geslacht van kevers uit de familie bladkevers (Chrysomelidae).
De wetenschappelijke naam van het geslacht werd in 1942 gepubliceerd door Spaeth.

## Soorten
- Ischnocodia annulus (Fabricius, 1781)
- Ischnocodia flavofasciata Borowiec, 1995